# Stasimopus astutus
Stasimopus astutus är en spindelart som beskrevs av Pocock 1902. Stasimopus astutus ingår i släktet Stasimopus och familjen Ctenizidae. Inga underarter finns listade i Catalogue of Life.